# Bad Dreams
Bad Dreams is een nummer van de Amerikaanse singer-songwriter Teddy Swims uit 2024. Het is de eerste single van zijn tweede studioalbum I've Tried Everything but Therapy (Part 2).
"Bad Dreams" gaat over de gevoelens die voortkomen uit liefdesverdriet en pijn, die leiden tot desoriëntatie en slapeloosheid. Dire Straits diende als een invloed voor de plaat. Het nummer werd in veel landen een hit, maar flopte echter in Swims' thuisland de Verenigde Staten. Daar bereikte het de 72e positie in de Billboard Hot 100. In het Nederlandse taalgebied was het nummer daarentegen juist heel succesvol; met een 2e positie in zowel de Nederlandse Top 40 als de Vlaamse Ultratop 50.

## Tracklijst
Muziekdownload
1. "Bad Dreams" - 3:04